# Megalochoerus
Megalochoerus — вимерлий рід великих і довгоногих свиноподібних тварин з міоцену Африки.

## Таксономія
Види M. khinzikebirus і M. marymuunguae колись вважалися належними до споріднених Kubanochoerus або Libycochoerus, але з тих пір їх віднесли до Megalochoerus.
Megalochoerus marymuuguae був найменшим і найранішим із трьох видів, тоді як M. humunous був найпізнішим і найбільшим.

## Опис
Megalochoerus містив одні з найбільших свиневих, які будь-коли існували. Оцінки ваги M. khinzikebirus, проміжного розміру між двома іншими видами, досягали 1104 кг на основі морфології зубів, що значно більше, ніж інші гігантські викопні свині, такі як Kubanochoerus і Notochoerus. Інші розрахунки, засновані на вимірюванні моляра та плечової кістки, дали нижчі оцінки для M. khinzikebirus; 526 кг на основі вимірювань нижнього моляра (м/1) і 303 кг на підставі артикуляції дистального відділу плечової кістки. Попри це, навіть найменші оцінки свідчать про те, що більший M. homungous був найбільшою відомою свинею, сягаючи розміру гомфотеру, який мав би більше 2 м у висоту та важив 2,1 тонни.